# Café Show
 (août 2025).
Si vous disposez d'ouvrages ou d'articles de référence ou si vous connaissez des sites web de qualité traitant du thème abordé ici, merci de compléter l'article en donnant les références utiles à sa vérifiabilité et en les liant à la section « Notes et références ».
Café Show est une émission de télévision matinale québécoise produite dans les studios de CHLT-TV à Sherbrooke, et diffusée du 3 septembre 1984 au 1er juin 1990 sur l'ensemble des stations du réseau Pathonic.

## Histoire
Elle a été animée par Claude Boulard de 1984 à 1989[réf. nécessaire], puis par François Paradis de 1989 à 1990[réf. nécessaire]; Robert de Courcel, surnommé Ti-bob, en était le coanimateur.
L'émission a disparu des ondes en juin 1990 après que TVA ait fait l'acquisition du réseau Pathonic. La matinale Salut, Bonjour!, qui était alors produite et diffusée à Télé-Métropole à Montréal depuis l'automne 1988[réf. nécessaire], pris l'antenne sur tout le réseau TVA dès septembre 1990 et remplaça le Café Show.

## Horaires de diffusion
Heure de diffusion (en direct) :
- Saison 1 (3 septembre 1984 au 24 mai 1985) : 7h30 à 8h30
- Saison 2 (2 septembre 1985 au 23 mai 1986) : 7h30 à 8h30
- Saison 3 (1er septembre 1986 au 30 janvier 1987) : 7h30 à 8h30
- Saison 3 (2 février 1987 au 22 mai 1987) : 7h00 à 8h30 (l'émission est rallongée de 30 minutes)
- Saison 4 (31 août 1987 au 15 janvier 1988) : 7h00 à 8h30
- Saison 4 (18 janvier 1988 au 20 mai 1988) : 6h45 à 8h15 (l'émission est devancée de 15 minutes) (toute la programmation matinale du réseau Pathonic est devancée de 15 minutes)
- Saison 5 (5 septembre 1988 au 26 mai 1989) : 6h45 à 8h15
- Saison 6 (4 septembre 1989 au 1er juin 1990) : 6h55 à 8h00 (1000e émission : 14 mars 1990)